# 1547
| 1547               |
| ------------------ |
| Dødsfald - Fødsler |
| • Begivenheder     |

| Gregoriansk kalender | 1547 MDXLVII            |
| Ab urbe condita      | 2300                    |
| Armensk kalender     | 996 ԹՎ ՋՂԶ              |
| Kinesiske kalender   | 4243 – 4244 丙午 – 丁未 |
| Etiopisk kalender    | 1539 – 1540             |
| Jødisk kalender      | 5307 – 5308             |
| Hindukalendere       |                         |
| - Vikram Samvat      | 1602 – 1603             |
| - Shaka Samvat       | 1469 – 1470             |
| - Kali Yuga          | 4648 – 4649             |
| Iransk kalender      | 925 – 926               |
| Islamisk kalender    | 954 – 955               |

Konge i Danmark: Christian 3. 1534-1559
Se også 1547 (tal)

## Begivenheder
- 16. januar – Ivan 4. af Rusland, senere kaldet Ivan den Grusomme, bliver kronet som Ruslands første zar
- 20. februar - Edvard 6. af England krones i Westminster Abbey i en alder af ni år efter Henrik 8.'s død
- En lov om, hvorvidt et individ, dømt for vanærende eller blasfemiske forbrydelser, måtte forsvare sig i retten, blev udstedt af Christian 3. i et forsøg på at dæmpe heksejagten i middelalderen.

## Født
- 29. september – Forfatteren Cervantes bliver født i Alcalá de Henares.

## Dødsfald
- 28. januar – Henrik 8., engelsk konge.
- 31. marts – Frans 1. af Frankrig, fransk konge.